# Gata (canção)
"Gata" é uma canção da cantora brasileira Anitta, gravada para seu quinto álbum de estúdio, Versions of Me (2022). Conta com a participação do cantor porto-riquenho Chencho Corleone, que faz parte da dupla porto-riquenha Plan B. A canção foi lançada como o sexto single do Versions of Me, em 5 de agosto de 2022. Um videoclipe de acampamento dirigido por Giovanni Bianco foi lançado para promover o lançamento da edição deluxe do álbum.

## Lançamento e composição
Antes do lançamento do quinto álbum de estúdio de Anitta, Versions of Me, Anitta havia divulgado uma prévia de "Gata" através do TikTok. Dessa forma, ela confirmou a participação de Chencho Corleone na canção. A canção foi lançada através da Warner Records em 12 de abril de 2022, como a segunda faixa do segundo álbum de estúdio de Anitta, Versions of Me. Foi composta por Anitta, Abby Keen, Chencho Corleone, Edwin Vasquez Vega, Everton Bonner, Gale, John Taylor, Lloyd Willis, Marty Maro, Orlando Valle e Sly Dunbar, e foi produzida por Ryan Tedder. É uma canção clássica de reggaeton que contém samples de "Guatauba" do Plan B. "Gata" foi lançada como sexto single de Versions of Me em 5 de agosto de 2022.

## Videoclipe
Em 30 de julho de 2022, Anitta anunciou que tinha três videoclipes prontos para promover a edição deluxe de Versions of Me. Em 3 de agosto, ela confirmou que um dos vídeos seria lançado em dois dias e, no dia seguinte, postou uma prévia nas redes sociais. Em 5 de agosto, foi lançado o primeiro videoclipe, o de "Gata". Dirigido por Giovanni Bianco, o videoclipe tem uma atmosfera sensual e sombria e mostra duas versões de Anitta: uma presa em uma gaiola e outra interpretando uma heroína, parecida com a Mulher-Gato. Além disso, a nova fragrância íntima de Anitta em colaboração com a Cimed, "Puzzy by Anitta", aparece no vídeo. Anitta afirmou que Corleone não pôde participar do vídeo "por causa de burocracias".

## Desempenho nas paradas musicais

### Paradas semanais
| Parada musical (2022)                | Melhor posição |
| ------------------------------------ | -------------- |
| Honduras (Monitor Latino Pop)        | 7              |
| Nicarágua (Monitor Latino Pop)       | 10             |
| Portugal (AFP)                       | 84             |
| Suriname (Nationale Top 40 Suriname) | 28             |

## Certificações
| Região                                                        | Certificação | Vendas  |
| ------------------------------------------------------------- | ------------ | ------- |
| Brasil (Pro-Música Brasil)                                    | Platina      | 40,000‡ |
| ‡ vendas+valores de streaming baseados apenas na certificação |              |         |